# (385199) 1999 OE4
(385199) 1999 OE4, também escrito como (385199) 1999 OE4, é um objeto transnetuniano que está localizado no cinturão de Kuiper, uma região do Sistema Solar. Este objeto é classificado com um cubewano. Ele possui uma magnitude absoluta de 7,0 e tem cerca de 175 km de diâmetro.

## Descoberta
(385199) 1999 OE4 foi descoberto no dia 20 de julho de 1999 em Mauna Kea.

## Órbita
A órbita de (385199) 1999 OE4 tem uma excentricidade de 0,084 e possui um semieixo maior de 45,156 UA. O seu periélio leva o mesmo a uma distância de 43,249 UA em relação ao Sol e seu afélio a 47,064 UA.